# Christiana (contea di Vernon, Wisconsin)
Christiana è un centro abitato (town) degli Stati Uniti d'America situato nella contea di Vernon nello Stato del Wisconsin. La popolazione era di 871 persone al censimento del 2000. La comunità incorporata di Newry si trova nella città.

## Geografia fisica
Secondo lo United States Census Bureau, ha un'area totale di 33,7 miglia quadrate (87,2 km²).

## Società

### Evoluzione demografica
Secondo il censimento del 2000, c'erano 871 persone.

### Etnie e minoranze straniere
Secondo il censimento del 2000, la composizione etnica della città era formata dal 99,43% di bianchi, lo 0,11% di afroamericani, lo 0,11% di asiatici, e lo 0,34% di due o più etnie.